# Euán
Euán es una localidad del estado de Yucatán, México, comisaría del municipio de Tixkokob.

## Toponimia
El nombre Euán es un patronímico que significa en idioma maya ‘punta parada o punta enhiesta’, por provenir de los vocablos e que significa ‘filo’ o ‘punta’ y w'an que significa ‘parado’ o ‘puesto en pie’.

## Localización
Euán se encuentra aproximadamente a 29 kilómetros al este de la ciudad de Mérida, capital del estado y 8 km al este de Tixkokob.

## Datos históricos
Euán está enclavado en el territorio que fue la jurisdicción de los ceh pech antes de la conquista de Yucatán.
Después  de la conquista fue otorgado en  encomienda al conquistador Juan de la Cámara.[cita requerida]

## Demografía
Según el censo de 2005 realizado por el INEGI, la población de la localidad era de 1047 habitantes, de los cuales 523 eran hombres y 524 eran mujeres.
| 180                         | 187 | 288 | 324 | 402 | 466 | 480 | 738 | 864 | 1027 | 1026 | 1082 | 1047 |
| (Fuente: INEGI [Consultar]) |     |     |     |     |     |     |     |     |      |      |      |      |

## Galería

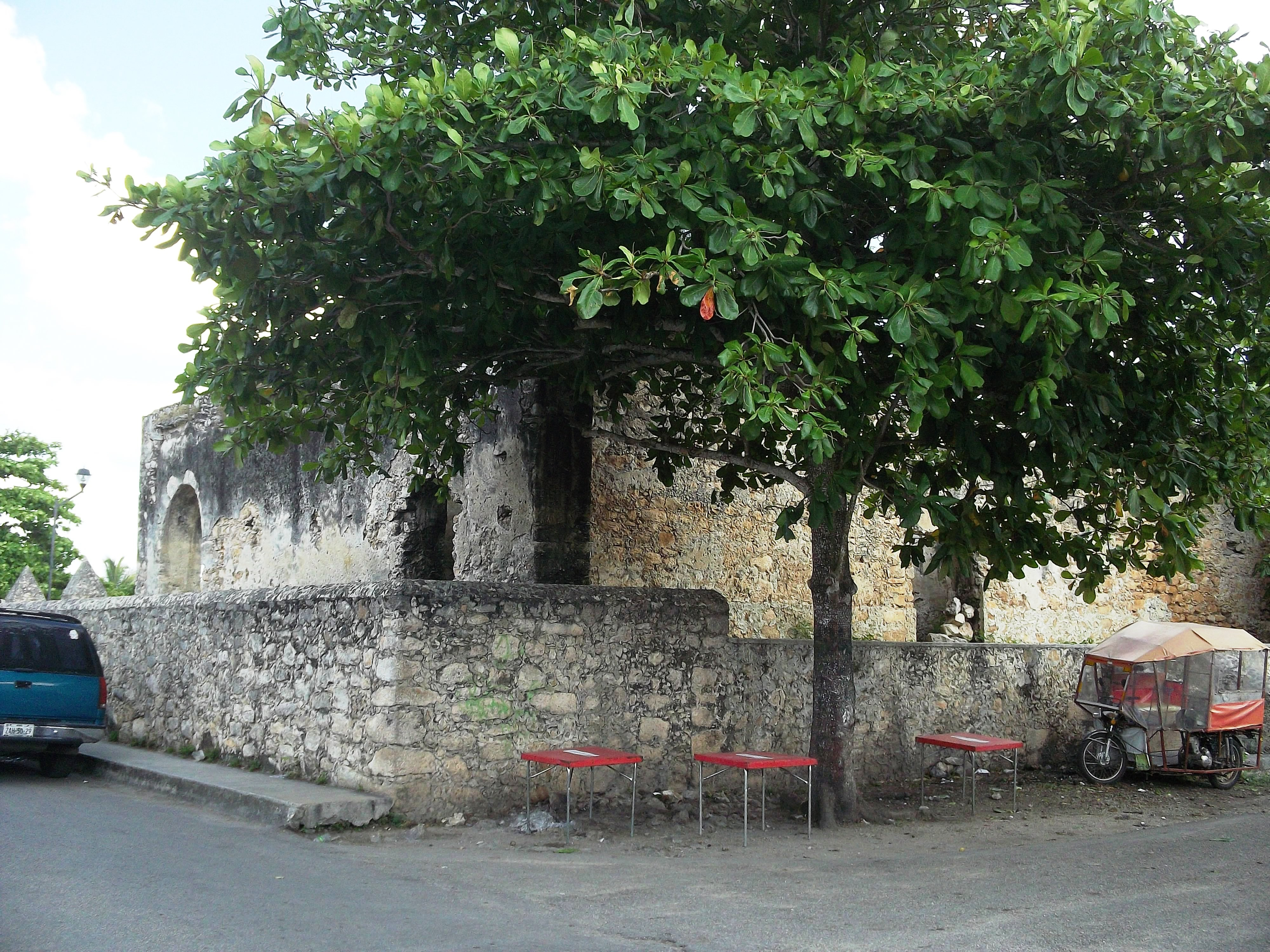
Iglesia principal de Euán.
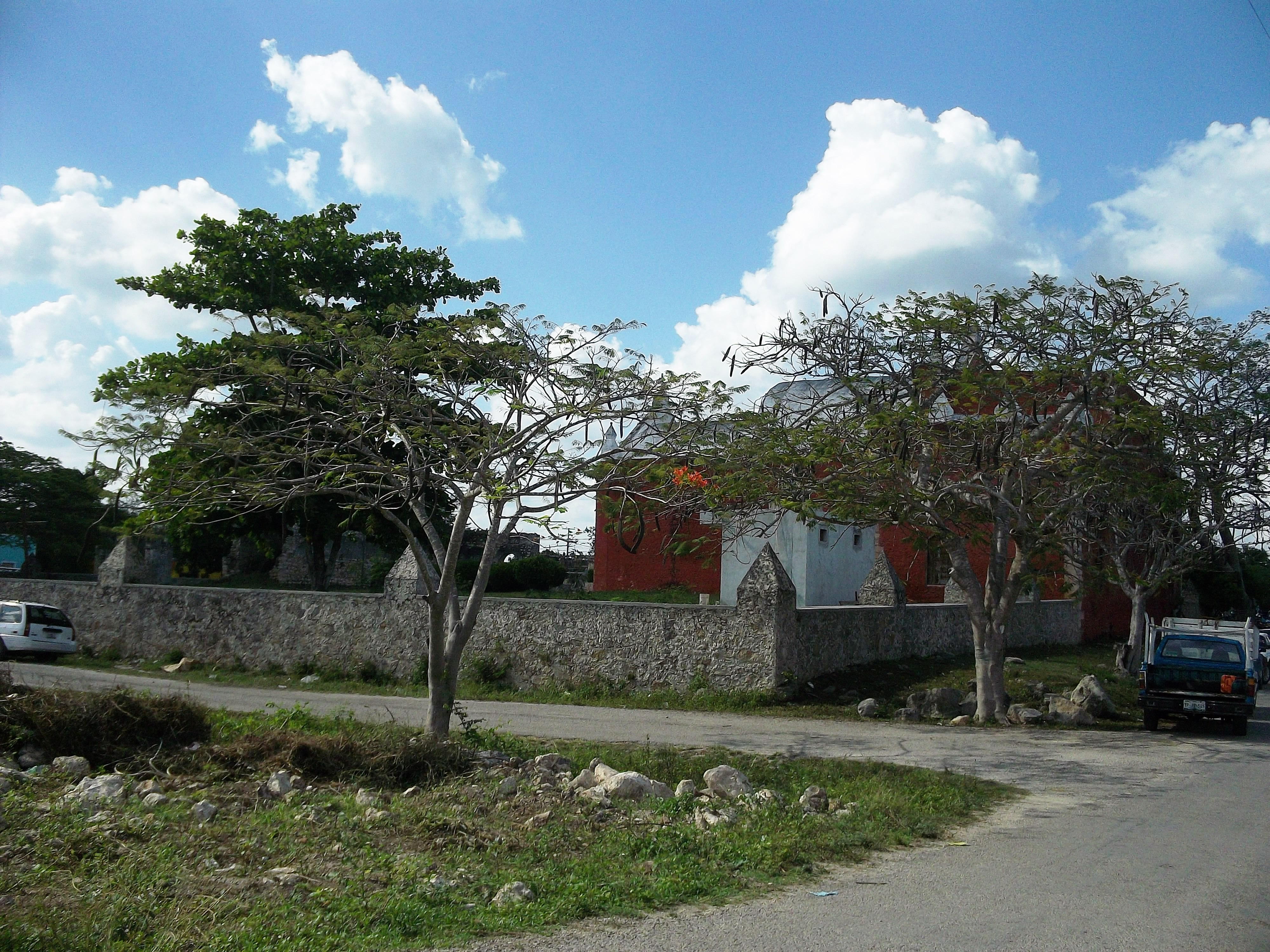
Iglesia principal de Euán.
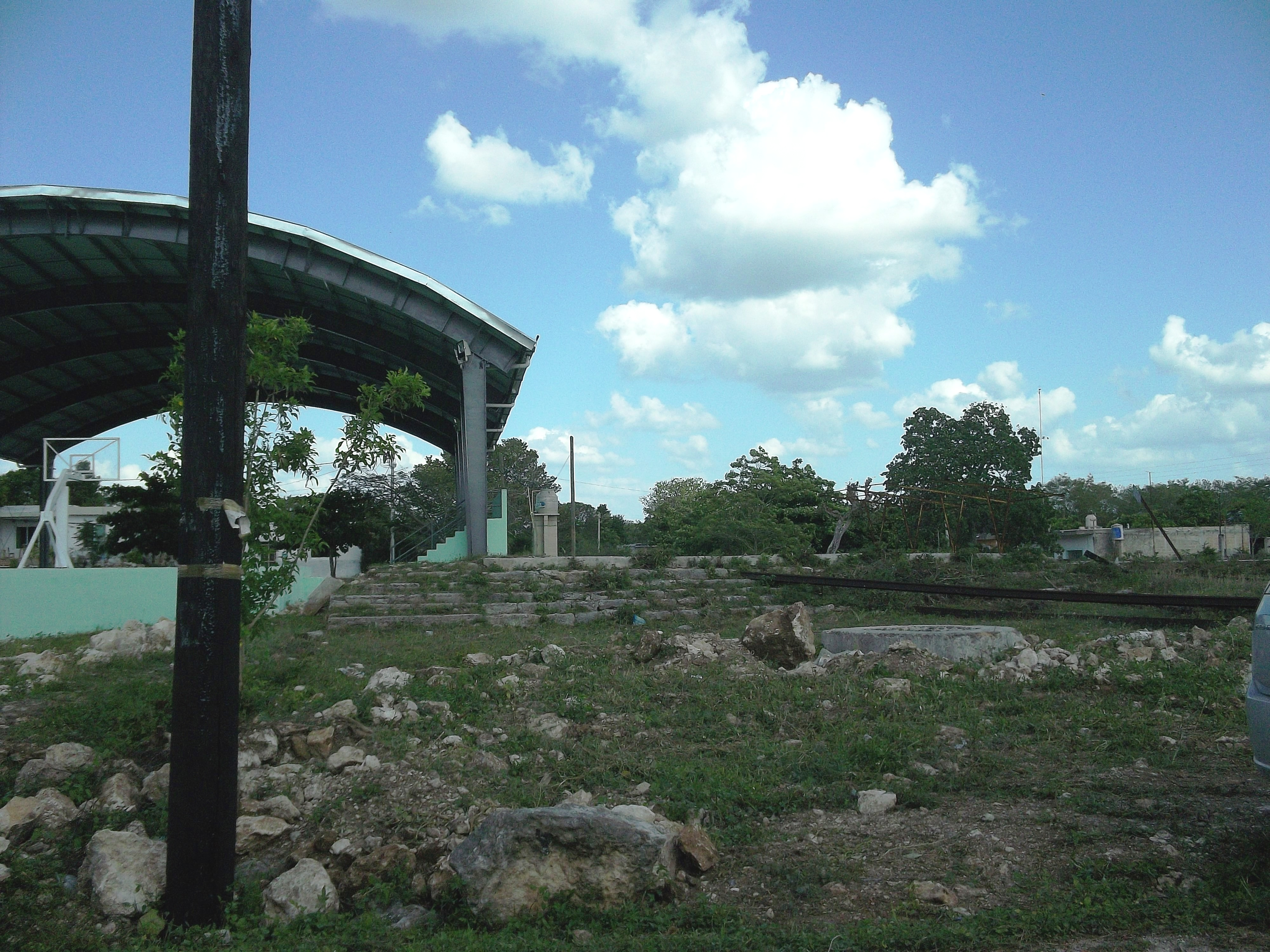
Antiguo paradero del tren en Euán.
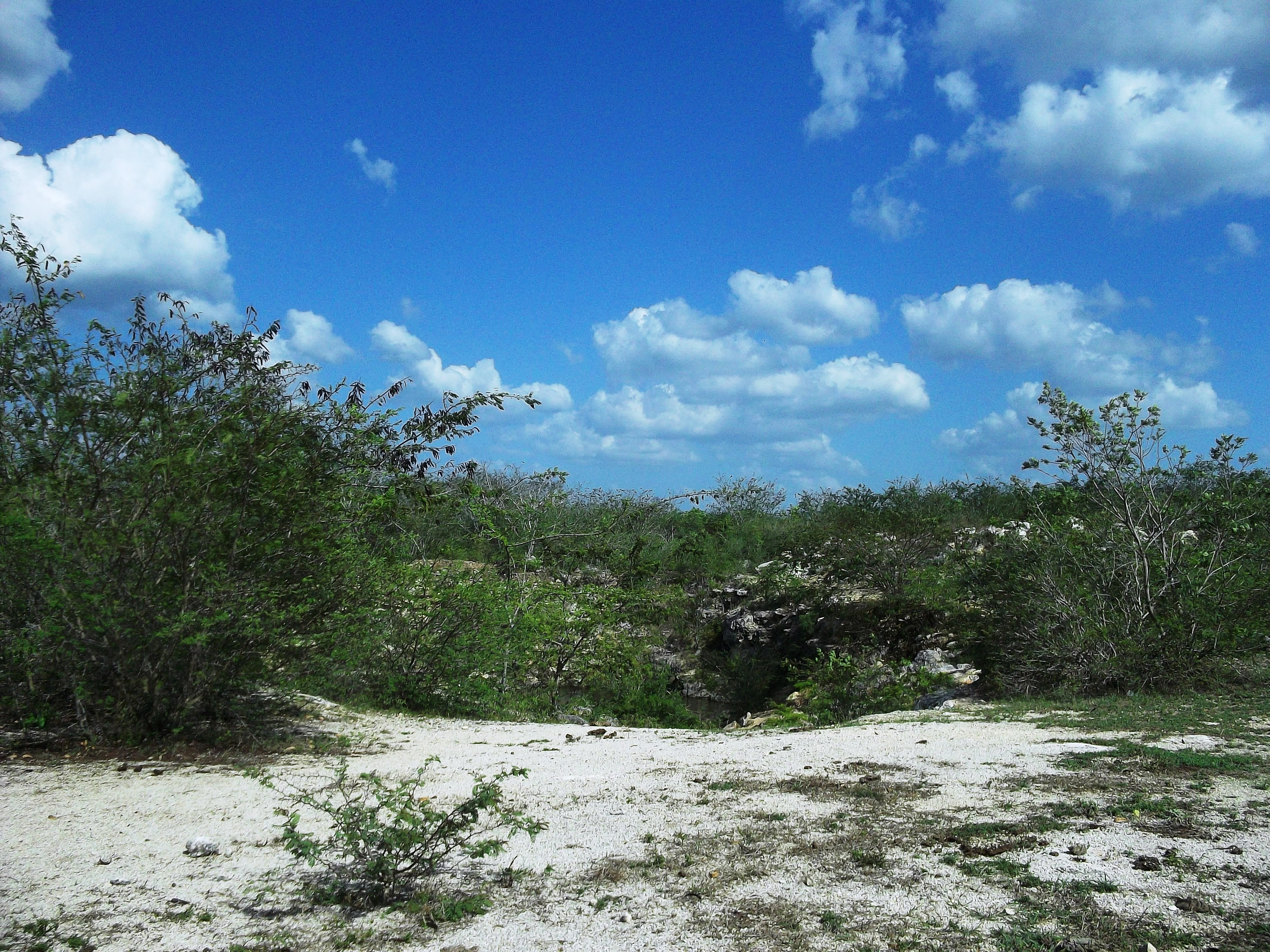
Aguada cercana a Euán.
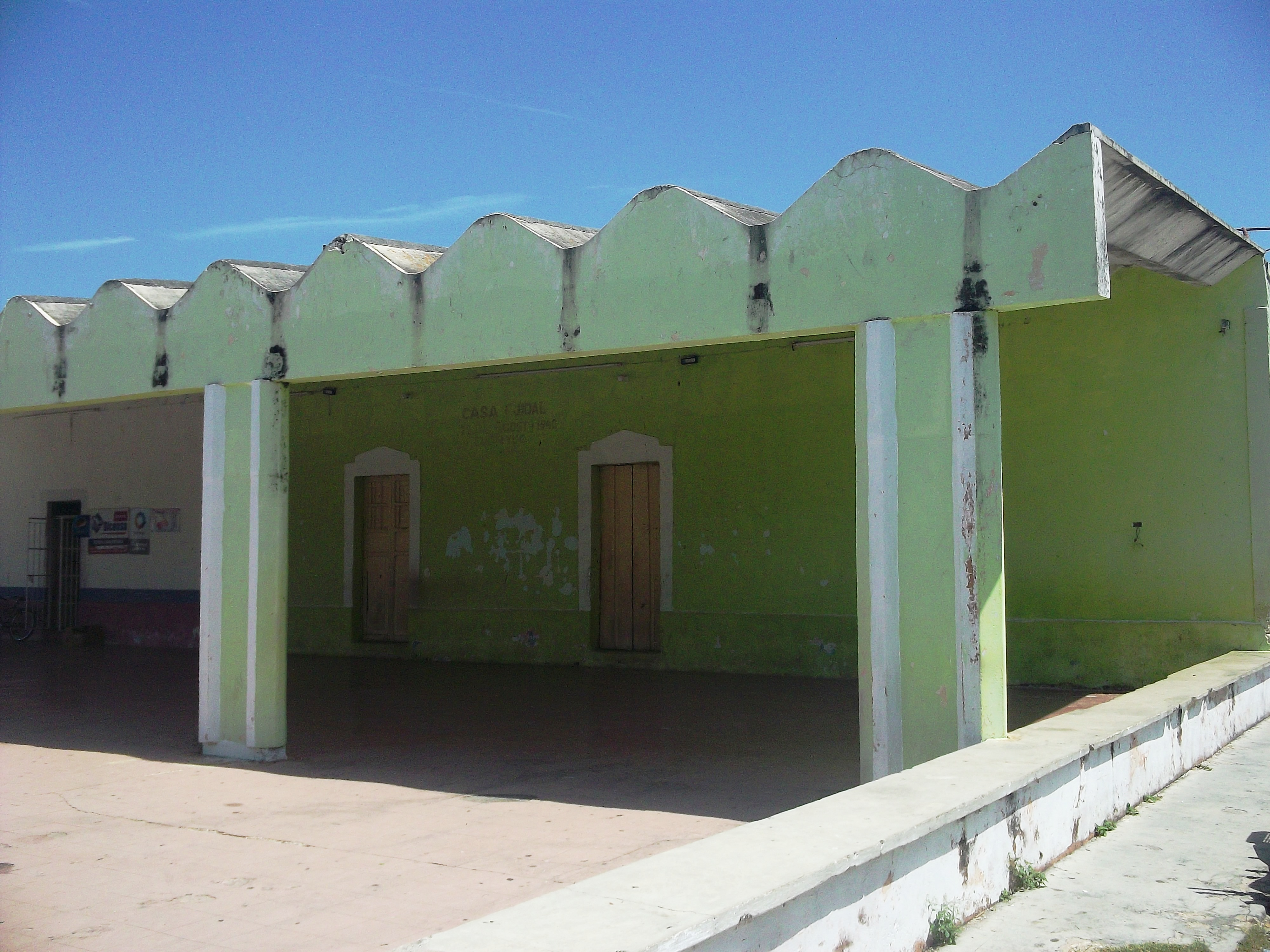
Casa comisarial de Euán.